# Smilův hrad
Smilův hrad, auch Smilovo hradisko (deutsch Smiloburg) ist die Ruine einer unvollendeten Höhenburganlage in Tschechien. Sie liegt 13 Kilometer westlich von Prostějov auf dem unzugänglichen Ausbildungsgelände des Truppenübungsplatzes Březina im Okres Vyškov.

## Geographie
Die Burgruine befindet sich inmitten eines ausgedehnten Waldgebietes auf einem bewaldeten Felssporn über der Einmündung des Baches Kamenný potok in den Drahanský potok. Von Žárovice führt ein asphaltierter Weg durch das Tal des Drahanský potok bis unterhalb der Burg. Zwei Kilometer nördlich liegt die Ruine Ježův hrad, anderthalb Kilometer nordöstlich die Burgstätte Oberská vrata und zwei Kilometer südlich die wüste Burg Starý Plumlov.
Umliegende Ortschaften sind Okluky und Stínava im Norden, Vícov und Hamry im Nordosten, Žárovice im Osten, Krumsín, Osina und Prostějovičky im Südosten, Březina im Süden, Drahany im Südwesten, Bousín und Repechy im Westen sowie Malé Hradisko im Nordwesten.

## Geschichte
Nach archäologischen Untersuchungen ist die Burg zum Ende des 13. Jahrhunderts entstanden. Sie diente wahrscheinlich dem Schutz einer nahegelegenen Eisenerzlagerstätte. Benannt wurde die Burg nach Smil von Jedovnice, einem Sohn des Bohuš von Jedovnice und Drahotuš sowie Neffen des Hartmann von Hohlenstein aus dem Geschlecht der Ritter von Ceblovice.
Mit dem Tode des Hartmann von Holštejn erlosch das Geschlecht von Ceblovice 1315 im Mannesstamme, und die Herrschaft Hohlenstein fiel an die Krone Böhmen heim. König Johann von Luxemburg teilte die Herrschaft; die nordöstlichen Gebiete verkaufte er 1322 dem Olmützer Oberstkämmerer Wok von Krawarn.
Wahrscheinlich verlor die Burg dadurch ihre Bedeutung und wurde nie fertiggestellt. Sie erlosch zu Beginn des 14. Jahrhunderts durch einen Brand.
Urkundliche Nennungen der Burg sind nicht überliefert. Ob es sich bei der 1309 zusammen mit Drahan genannten Burg um die Smiloburg oder die Burg Drahans gehandelt hat, ist nicht feststellbar. Die einzige schriftliche Erwähnung von „Smjluw Hrdisstě“ erfolgte 1391, als der Besitzer der Herrschaft Plumenau, Peter von Krawarn, in Proßnitz eine Propstei  der  Augustiner-Chorherren stiftete und der Kanonie mehrere Güter, darunter den herrschaftlichen Wald Kudeřawa, dessen Grenzen durch die Berge Smjluw Hrdisstě und Oberska Wrata – beides wüste Burgen – bestimmt wurden.

## Anlage
Die Burg wurde auf einem zwischen die Täler Kamenný žleb und Drahanský žleb ragenden Sporn, der im Westen und Norden steil zum Kamenný potok und im Osten zum Drahanský potok abfällt, errichtet. Die Anlage bestand aus der Kernburg und einer Vorburg. Das Hauptgebäude war ein Palas mit rechteckigem Grundriss. Der größte Teil der Gebäude war wahrscheinlich hölzern.
Von der Kernburg sind deutlich sichtbare, teils in den Fels gehauene Austiefungen am Standort der Gebäude, Reste eine schmalen Grabens an der Ostseite sowie einige Reste der östlichen Umfassungsmauer erhalten. Erkennbar ist noch der am Westhang entlangführende ehemalige Zugangsweg zur Burg. In der Mitte des 19. Jahrhunderts war noch die Stelle, wo  sich die Zugbrücke befand, deutlich erkennbar. Außerdem fand man im Schutt verbrannte Getreidekörner.
70 m südlich der Kernburg wurde der Sporn von einem ersten schmalen Burggraben durchschnitten. Der sich daran anschließende lange schmaler Grat wurde durch einen zweiten, zwölf Meter breiten und in den Fels gehauenen Graben geschützt.
Die in der Zwischenkriegszeit durch Josef Blekta durchgeführten Ausgrabungen bestätigten die Zerstörung der Burg durch einen Brand. Der Burghügel ist heute mit hohen Bäumen und Gestrüpp überwachsen.